# بخش کولبروک (شهرستان اشتابولا، اوهایو)
بخش کولبروک (به انگلیسی: Colebrook Township) یک منطقهٔ مسکونی در ایالات متحده آمریکا است که در شهرستان آشتابولا، اوهایو واقع شده‌است.
 بخش کولبروک ۶۳٫۸ کیلومتر مربع مساحت و ۹۹۴ نفر جمعیت دارد و ۳۰۸ متر بالاتر از سطح دریا واقع شده‌است.